# Andreea Mitu
Andreea Mitu (* 22. September 1991 in Bukarest) ist eine rumänische Tennisspielerin.

## Karriere
Mitu, die als Tennisterrain den Sandplatz bevorzugt, bestreitet überwiegend ITF-Turniere.
Sie gewann auf der ITF Women’s World Tennis Tour bislang 20 Einzel- und 25 Doppeltitel sowie 4 Doppeltitel auf der WTA Tour und einen WTA-Challenger-Doppeltitel. Ihre größten Erfolge erzielte sie mit den Turniersiegen in Mamaia im September 2011 und in Sofia im September 2012.
Ihr Debüt bei einem Grand-Slam-Turnier hatte sie 2014 in Wimbledon. Ihr bestes Abschneiden bei einem solchen Turnier feierte sie 2015 bei den French Open, als sie dort mit Siegen über Karolína Plíšková und Francesca Schiavone ins Achtelfinale einzog.
Im April 2015 trat sie gegen Kanada erstmals für Rumänien im Fed Cup an. Sie gewann ihr Einzel gegen Eugenie Bouchard in drei Sätzen und verlor dann das Doppel im verkürzten Entscheidungssatz. Ihre Billie-Jean-King-Cup-Bilanz weist bislang einen Sieg bei drei Niederlagen aus.
2016 gewann Mitu im Doppel zwei WTA-Turniere. In Istanbul siegte sie mit der Türkin İpek Soylu und in Båstad mit der Polin Alicja Rosolska. Danach nahm Mitu an den Olympischen Spielen in Rio teil, wo sie im Einzel in der ersten Runde ausschied und im Doppel mit Raluca Olaru das Achtelfinale erreichte.
2017 legte Mitu eine Wettkampfpause ein, weil sie schwanger wurde. Im Januar 2018 wurde sie Mutter eines Jungen.

## Turniersiege

### Einzel
| Nr. | Datum              | Turnier                  | Kategorie   | Belag             | Finalgegnerin             | Ergebnis       |
| --- | ------------------ | ------------------------ | ----------- | ----------------- | ------------------------- | -------------- |
| 1.  | 20. Mai 2007       | Galați                   | ITF $10.000 | Sand              | Cristina Celani           | 6:0, 7:5       |
| 2.  | 25. Juli 2010      | Bukarest                 | ITF $10.000 | Sand              | Elora Dabija              | 7:5, 7:5       |
| 3.  | 4. September 2011  | Mamaia                   | ITF $25.000 | Sand              | Inés Ferrer Suárez        | 6:3, 6:0       |
| 4.  | 26. Februar 2012   | Antalya                  | ITF $10.000 | Sand              | Mana Ayukawa              | 6:3, 6:0       |
| 5.  | 27. Mai 2012       | Timișoara                | ITF $10.000 | Sand              | Viktória Maľová           | 6:2, 6:0       |
| 6.  | 3. Juni 2012       | Přerov                   | ITF $15.000 | Sand              | Martina Kubičíková        | 6:2, 6:3       |
| 7.  | 16. September 2012 | Sofia                    | ITF $25.000 | Sand              | Sharon Fichman            | 6:4, 3:6, 6:3  |
| 8.  | 20. April 2014     | Santa Margherita di Pula | ITF $10.000 | Sand              | Sara Sorribes Tormo       | 6:4, 6:3       |
| 9.  | 6. Juli 2014       | Denain                   | ITF $25.000 | Sand              | Fiona Ferro               | 4:6, 6:2, 6:1  |
| 10. | 20. Juli 2014      | Darmstadt                | ITF $25.000 | Sand              | Viktorija Golubic         | 6:2, 6:1       |
| 11. | 31. August 2014    | Mamaia                   | ITF $25.000 | Sand              | Tereza Martincová         | 6:2, 6:4       |
| 12. | 14. September 2014 | Sofia                    | ITF $25.000 | Sand              | Wiktorija Kan             | 6:4, 4:6, 6:3  |
| 13. | 28. September 2014 | Podgorica                | ITF $25.000 | Sand              | Witalija Djatschenko      | 6:1, 6:4       |
| 14. | 1. März 2015       | Campinas                 | ITF $25.000 | Sand              | Olivia Rogowska           | 6:3, 3:6, 6:2  |
| 15. | 13. November 2016  | Bratislava               | ITF $25.000 | Hartplatz (Halle) | Denisa Allertová          | 6:2, 6:3       |
| 16. | 13. März 2017      | Antalya                  | ITF $15.000 | Sand              | Ayla Aksu                 | 6:2, 6:3       |
| 17. | 7. Juli 2018       | Focșani                  | ITF $15.000 | Sand              | Oana Georgeta Simion      | 6:4, 6:4       |
| 18. | 25. August 2019    | Wanfercée-Baulet         | ITF W15     | Sand              | Sinja Kraus               | 6:4, 6:3       |
| 19. | 22. September 2019 | Arad                     | ITF W15     | Sand              | Irene Burillo Escorihuela | 6:75, 6:4, 6:4 |
| 20. | 3. September 2023  | Prag                     | ITF W60     | Sand              | Sára Bejlek               | 7:61, 2:6, 6:3 |

### Doppel
| Nr. | Datum              | Turnier                  | Kategorie         | Belag             | Partnerin                  | Finalgegnerinnen                             | Ergebnis           |
| --- | ------------------ | ------------------------ | ----------------- | ----------------- | -------------------------- | -------------------------------------------- | ------------------ |
| 1.  | 8. August 2009     | Arad                     | ITF $10.000       | Sand              | Diana Enache               | Ionela-Andreea Iova Ioana Ivan               | 6:3, 7:5           |
| 2.  | 14. März 2010      | Antalya                  | ITF $10.000       | Sand              | Diana Enache               | Evelyn Mayr Julia Mayr                       | 6:73, 6:1, [11:9]  |
| 3.  | 24. Juli 2010      | Bukarest                 | ITF $10.000       | Sand              | Diana Enache               | Dessislawa Mladenowa Dalia Zafirova          | 6:3, 6:1           |
| 4.  | 8. Oktober 2011    | Dobritsch                | ITF $25.000       | Sand              | Diana Marcu                | Laura-Ioana Andrei Cristina Dinu             | 4:6, 6:3, [10:6]   |
| 5.  | 21. Januar 2012    | Antalya                  | ITF $10.000       | Sand              | Cristina Dinu              | Diana Marcu Liana Ungur                      | 7:63, 6:2          |
| 6.  | 28. Januar 2012    | Antalya                  | ITF $10.000       | Sand              | Cristina Dinu              | Yumi Nakano Ekaterina Yashina                | kampflos           |
| 7.  | 26. Mai 2012       | Timișoara                | ITF $10.000       | Sand              | Teodora Mirčić             | Lina Gjorcheska Dalia Zafirova               | 6:1, 6:2           |
| 8.  | 19. April 2014     | Santa Margherita di Pula | ITF $10.000       | Sand              | Stefana Andrei             | Audrey Albié Manon Peral                     | 7:65, 6:2          |
| 9.  | 29. August 2014    | Mamaia                   | ITF $25.000       | Sand              | Irina Bara                 | Georgia Crăciun Patricia Maria Țig           | 6:4, 6:1           |
| 10. | 19. September 2014 | Dobritsch                | ITF $25.000       | Sand              | Irina Bara                 | Réka-Luca Jani Isabella Schinikowa           | 7:5, 7:65          |
| 11. | 13. Februar 2015   | São Paulo                | ITF $25.000       | Sand              | Danka Kovinić              | Tatiana Búa Paula Cristina Gonçalves         | 6:2, 7:5           |
| 12. | 1. November 2015   | Poitiers                 | ITF $100.000      | Hartplatz (Halle) | Monica Niculescu           | Stéphanie Foretz Amandine Hesse              | 6:75, 7:62, [10:8] |
| 13. | 24. April 2016     | Istanbul                 | WTA International | Sand              | İpek Soylu                 | Xenia Knoll Danka Kovinić                    | kampflos           |
| 14. | 8. Mai 2016        | Cagnes-sur-Mer           | ITF $100.000      | Sand              | Demi Schuurs               | Xenia Knoll Aleksandra Krunić                | 6:4, 7:5           |
| 15. | 24. Juli 2016      | Båstad                   | WTA International | Sand              | Alicja Rosolska            | Lesley Kerkhove Lidsija Marosawa             | 6:3, 7:5           |
| 16. | 1. Juli 2018       | Curtea de Argeș          | ITF $15.000       | Sand              | Elizabeth Mandlik          | Anna Turati Bianca Turati                    | 6:4, 7:5           |
| 17. | 6. Juli 2018       | Focșani                  | ITF $15.000       | Sand              | Oana Georgeta Simion       | Selma Stefania Cadar Anastassija Charitonowa | 4:6, 6:2, [10:6]   |
| 18. | 22. Juli 2018      | Bukarest                 | WTA International | Sand              | Irina-Camelia Begu         | Danka Kovinić Maryna Zanevska                | 6:3, 6:4           |
| 19. | 8. September 2018  | Montreux                 | ITF $60.000       | Sand              | Elena-Gabriela Ruse        | Laura Pigossi Maryna Zanevska                | 4:6, 6:3, [10:4]   |
| 20. | 3. November 2018   | Santa Margherita di Pula | ITF $25.000       | Sand              | Cristina Dinu              | Federica Di Sarra Anastasia Grymalska        | kampflos           |
| 21. | 14. April 2019     | Lugano                   | WTA International | Sand              | Sorana Cîrstea             | Weronika Kudermetowa Galina Woskobojewa      | 1:6, 6:2, [10:8]   |
| 22. | 21. September 2019 | Arad                     | ITF W25           | Sand              | Başak Eraydın              | Oana Gavrilă Andreea Roșca                   | 6:0, 6:1           |
| 23. | 29. Februar 2020   | Altenkirchen             | ITF W15           | Teppich (Halle)   | Laura-Ioana Paar           | Anna Popescu Chiara Scholl                   | 7:5, 6:2           |
| 24. | 6. September 2020  | Prag                     | WTA Challenger    | Sand              | Lidsija Marosawa           | Giulia Gatto-Monticone Nadia Podoroska       | 6:4, 6:4           |
| 25. | 17. April 2021     | Oeiras                   | ITF W60           | Sand              | Lidsija Marosawa           | Marina Melnikowa Conny Perrin                | 3:6, 6:4, [10:3]   |
| 26. | 25. Februar 2022   | Mâcon                    | ITF W25           | Hartplatz (Halle) | Xenia Knoll                | Emily Appleton Ali Collins                   | 6:1, 6:1           |
| 27. | 1. April 2023      | Murska Sobota            | ITF W40           | Hartplatz (Halle) | Harriet Dart               | Magali Kempen Xenia Knoll                    | kampflos           |
| 28. | 22. April 2023     | Koper                    | ITF W60           | Sand              | Irina Bara                 | Suzan Lamens Kaylah McPhee                   | 6:2, 6:3           |
| 29. | 24. November 2023  | Valencia                 | ITF W100          | Sand              | Valentini Grammatikopoulou | Aliona Bolsova Natela Dsalamidse             | 7:5, 6:4           |
| 30. | 15. Juni 2024      | Biarritz                 | ITF W100          | Sand              | Irina Bara                 | Estelle Cascino Carole Monnet                | 6:3, 3:6, [10:7]   |